# Śnieciowate
Śnieciowate (Tilletiaceae J. Schröt.) – rodzina grzybów z klasy płaskoszy (Exobasidiomycetes). Grzyby mikroskopijne, obligatoryjne pasożyty roślin.

## Charakterystyka
Są endofitami, pasożytami traw i zbóż. Ich strzępki rozwijają się między komórkami zaatakowanych roślin i mają poprzeczne dolipory bez osłaniających je kapturków, ale z poprzecznymi, błoniastymi płytkami. Wytwarzają zarodniki zwane ustilosporami lub teliosporami, zwykle w zalążniach roślin. Powstają one jako zgrubienia komórek konidiotwórczych na ich końcach, lub śródstrzępkowo. Są diplobiontami. Po kariogamii jąder powstają dikariotyczne ustilospory, które następnie ulegają mejozie i kolejnym mitozom, wskutek czego podczas kiełkowania zarodnika znajduje się w nim kilka haploidalnych jąder. Przemieszczają się one ku końcowi krótkiej, jednokomórkowej strzępki przedgrzybni kiełkującej z ustilospory. Na jej szczycie powstaje w wyniku podziałów mitotycznych 8–16 haploidalnych sporydiów. Są one zróżnicowane płciowo (heterotalizm). Jeszcze w obrębie przedgrzybni, lub tuż po jej odpadnięciu, łączą się z sobą i po plazmogamii tworzą dikariotyczną grzybnię. Kiełkuje ona tworząc mechanicznie wyrzucane, kuliste zarodniki typu balistospora. Powstają w kilku generacjach i to one dokonują infekcji roślin.

## Systematyka i nazewnictwo
Pozycja w klasyfikacji według Index FungorumTilletiales, Exobasidiomycetidae, Exobasidiomycetes, Ustilaginomycotina, Basidiomycota, Fungi.
Rodzaje
Według aktualizowanej klasyfikacji Index Fungorum bazującej na Dictionary of the Fungi do rodziny tej należą rodzaje:
- Conidiosporomyces Vánky 1992
- Ingoldiomyces Vánky 1996
- Neovossia Körn. 1879
- Oberwinkleria Vánky & R. Bauer 1995
- Salmacisia D.R. Huff & A. Chandra 2008
- Tilletia Tul. & C. Tul. 1847
- Tilletiella Zambett. 1970[1].

Największą rolę w gospodarcze człowieka odgrywa rodzaj Tilletia. Wywołuje on groźne choroby zbóż zwane śnieciami.